# Pagar Alam
Pagar Alam (« la clôture du monde » en malais) est une ville d'Indonésie située dans l’extrême ouest de la province de  Sumatra du Sud, au pied du volcan Dempo. Elle a acquis le statut de kota en 2001 par détachement du kabupaten de Lahat.

## Géographie
Pagar Alam est entourée par le kabupaten de Lahat. La ville est située à une altitude allant de 100 à 1 000 mètres.

## Transport
L'aéroport Atang Bungsu est relié à Jakarta par la compagnie TransNusa Air Services.

## Tourisme
Pagar Alam est un point de départ pour visiter le plateau de Pasemah, où l'on trouve plusieurs sites mégalithiques, dont les vestiges les plus anciens remontent à la fin du Néolithique, et des ruines datées du Ier siècle de notre ère.

## Galerie

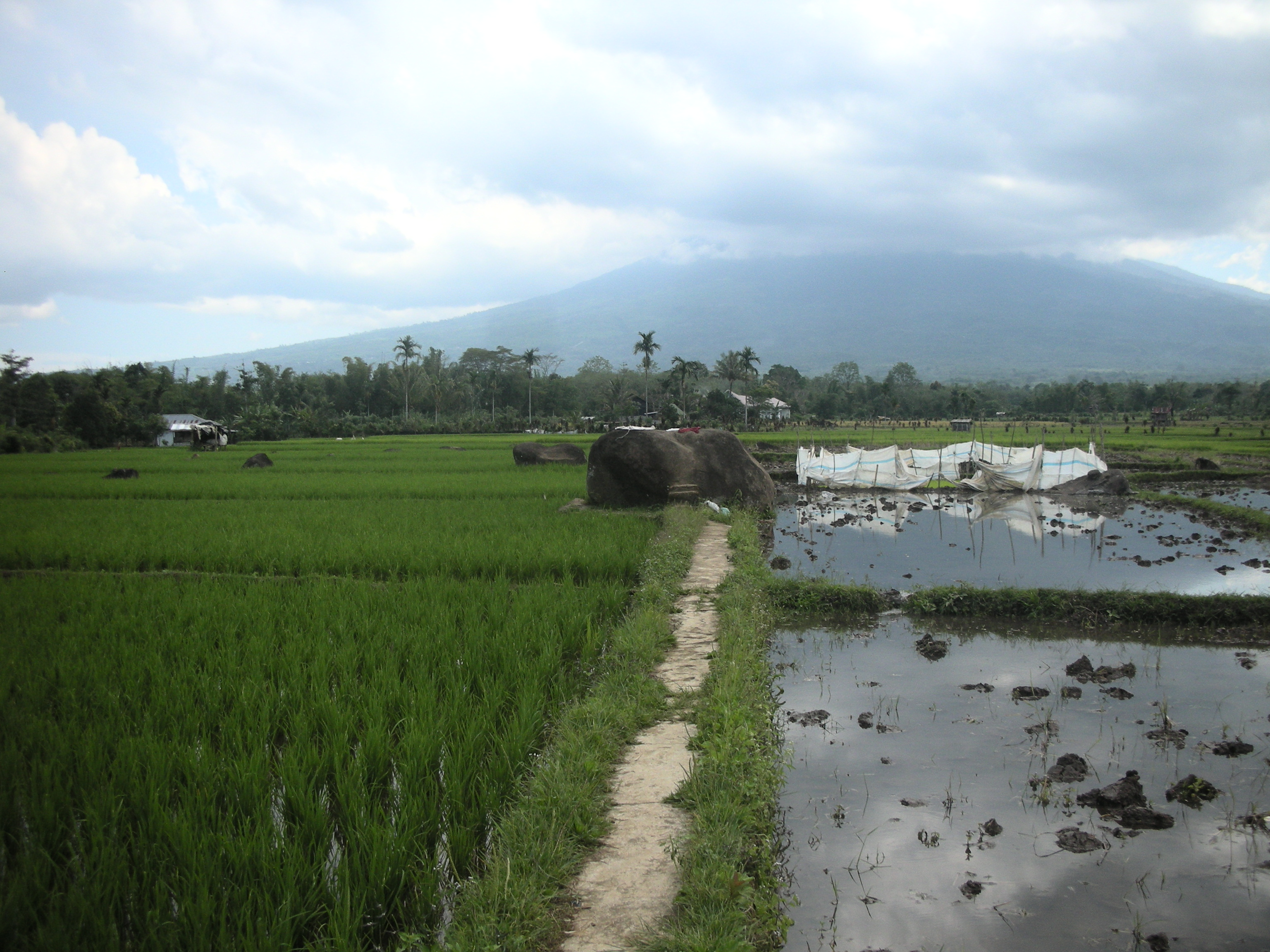
Le site magalithique de Tanjungaro
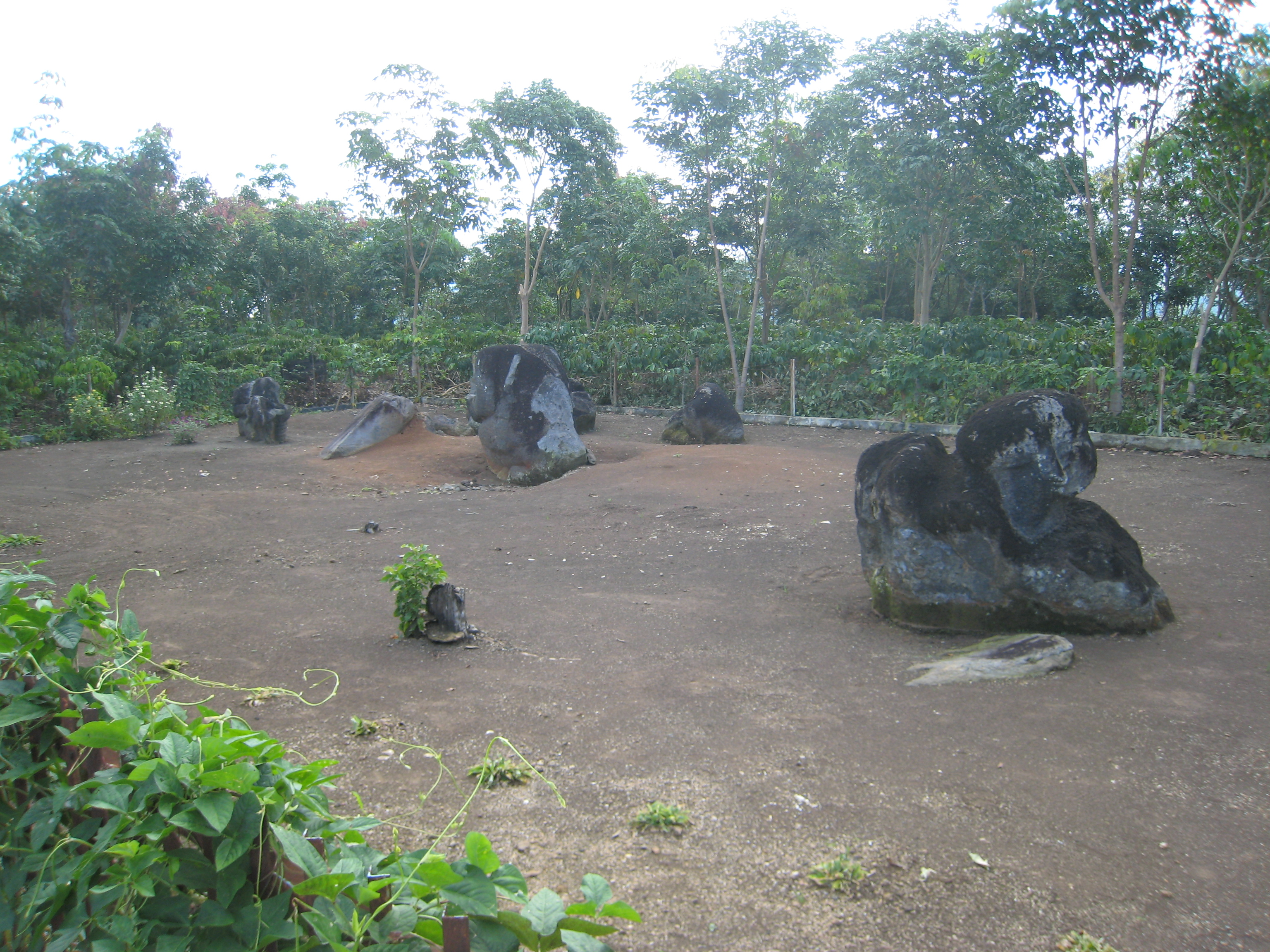
Le site magalithique de Rinduhati
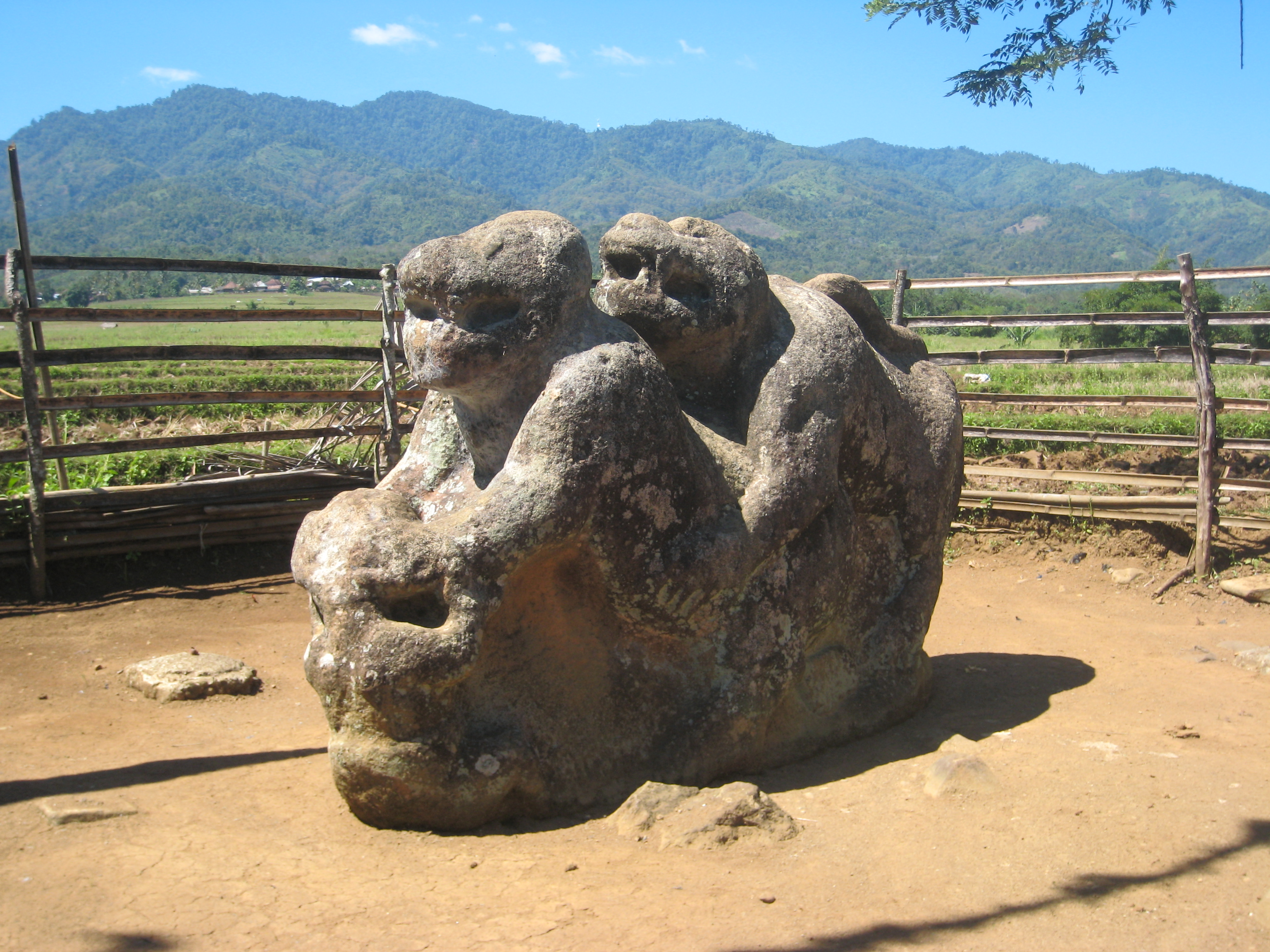
Mégalithe en forme de tigres
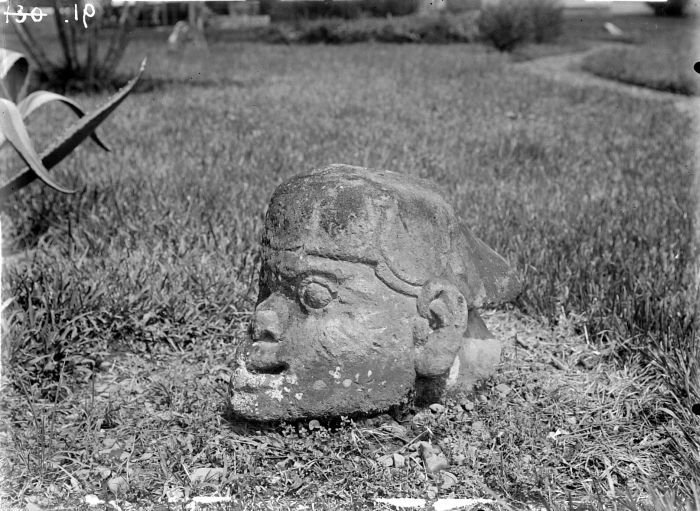
Tête sculptée dans la pierre dans un jardin à Pagar Alam (1931)
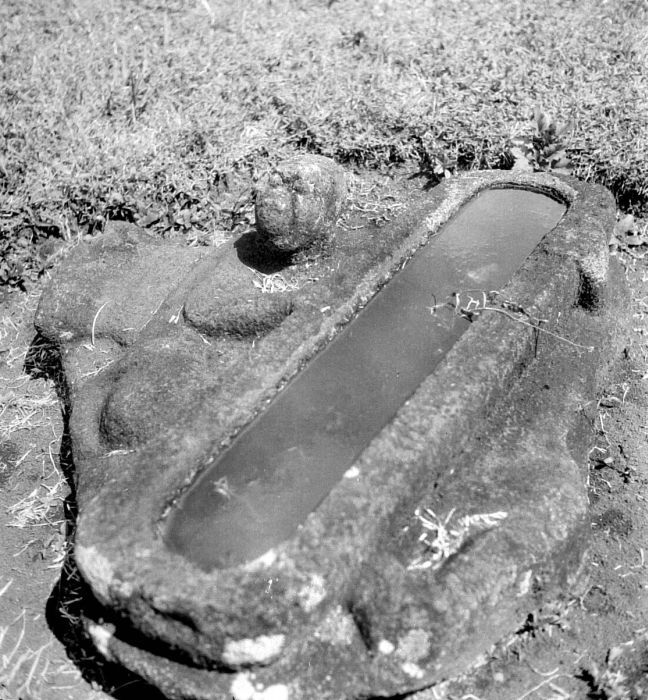
Auge en pierre dans un jardin à Pagar Alam (1939)